# Eupithecia clujensis
Eupithecia clujensis là một loài bướm đêm trong họ Geometridae.